# Kecamatan Mijen (distrikt i Indonesien, lat -7,05, long 110,32)
Kecamatan Mijen är ett distrikt i Indonesien.   Det ligger i provinsen Jawa Tengah, i den västra delen av landet, 400 km öster om huvudstaden Jakarta.